# Župnija Osek

Župnija Osek je rimskokatoliška teritorialna župnija dekanije Nova Gorica v škofiji Koper. Župnijo sestavljata vasi Vitovlje in Osek, ki skupaj sestavljata tudi eno krajevno skupnost Osek-Vitovlje.
V župniji so štiri cerkve: župnijska cerkev svetega Martina v Oseku, cerkev svete Lucije v Vitovljah, cerkev svetega Petra v Vitovljah in cerkev Marije Vnebovzete na Vitovskem hribu, ki je po svojem značaju romarska cerkev z ohranjenimi ostanki protiturškega tabora. 

## Sakralni objekti
- Cerkev svetega Martina, Osek - župnijska cerkev
- - podružnica
- - podružnica